# 天谷孝久
天谷 孝久（あまがい たかひさ、1902年（明治35年）7月19日 – 没年不詳）は、大日本帝国海軍の軍人。海軍兵学校第51期卒業。
茨城県出身。1923年（大正12年）に海軍兵学校（51期）を卒業後、航空科士官としての道を歩み、霞ヶ浦海軍航空隊教官などを経て、太平洋戦争開戦時には航空母艦「飛龍」飛行長として真珠湾攻撃に参加した。1942年（昭和17年）6月のミッドウェー海戦では、航空母艦「加賀」飛行長として参加。戦闘中、艦橋破壊後は最先任将校として消火・救命指揮を執り、多数の乗組員の退艦を成功させた。加賀沈没後は海軍航空本部に配属され、空母飛行甲板の設計・改良業務に従事したとされる。その後、戦争後期には基地航空隊の指揮官を歴任。1944年（昭和19年）5月には航空戦艦「伊勢」「日向」搭載の実験的部隊である第六三四海軍航空隊の初代司令に着任。同年11月からは第七六一海軍航空隊司令、1945年（昭和20年）2月からは第七六五海軍航空隊司令を務め、フィリピンや台湾を拠点に作戦に従事した。第一線の空母航空戦から基地航空隊運用、戦争末期の特攻作戦に至るまで、日本海軍航空戦力の変遷を体現する経歴を残した。最終階級は海軍大佐。終戦後の1945年10月6日に米国戦略爆撃調査団（USSBS）による尋問を受け、ミッドウェー作戦をはじめとする作戦経緯を証言。その後も戦史研究のための座談会に参加した。

## 生涯

### 海軍軍務
1902年（明治35年）7月19日、茨城県に生まれる。 1923年（大正12年）7月14日、海軍兵学校第51期を卒業（卒業成績は255名中116番）、少尉候補生として練習艦「八雲」乗組を命じられる。
- 1924年（大正13年）12月1日：海軍少尉に任官[4]。
- 1926年（大正15年）12月1日：海軍中尉に進級[4]。
- 1929年（昭和4年）11月30日：海軍大尉に進級[4]。
- 1932年（昭和7年）12月1日：霞ヶ浦海軍航空隊教官に着任[4]。その後、大村海軍航空隊分隊長、佐伯海軍航空隊飛行隊長、広海軍工廠航空機部検査官などを歴任し、航空分野での経験を積む[4]。
- 1940年（昭和15年）11月：海軍中佐に進級[5]。

### 太平洋戦争

#### 真珠湾攻撃
太平洋戦争開戦時（1941年12月）、天谷は山口多聞海軍少将指揮下の第二航空戦隊に所属する航空母艦「飛龍」の飛行長（階級は海軍中佐）として、真珠湾攻撃作戦に参加した。

#### ミッドウェー海戦
1942年（昭和17年）6月、南雲忠一海軍中将指揮下の第一航空艦隊に所属する航空母艦「加賀」の飛行長としてミッドウェー海戦に参加した。6月5日（日本時間、現地時間6月4日）、南雲機動部隊はミッドウェー島基地航空隊および米空母艦載機の波状攻撃を受ける。「加賀」は午前10時20分過ぎ、米空母「エンタープライズ」から発進したSBDドーントレス急降下爆撃機の攻撃を受け、わずか数分の間に少なくとも4発の爆弾が命中した。特に艦橋付近への命中弾は、艦橋構造物を破壊し、燃料補給車や魚雷・爆弾への誘爆を引き起こし、岡田次作艦長（海兵42期）をはじめとする艦の首脳部が戦死する致命的な損害を与えた。艦長および他の上級士官の戦死により、生存者中の最先任将校となった天谷飛行長が艦の指揮権を継承した。直ちにダメージコントロール、特に消火活動の指揮を執ったが、搭載していた兵器や航空燃料への誘爆が連鎖的に発生し、火災は艦全体に拡大、制御不能な状態に陥った。艦橋は破壊され、格納庫は炎上、艦全体が炎に包まれる絶望的な状況下で、天谷は艦の維持が不可能であると判断。乗組員の生命を救うことを優先し、総員退艦を決定した。退艦命令の発令時刻は、午後1時23分頃（日本時間16時23分）とされる。生存者は天谷の指揮のもと駆逐艦「萩風」および「舞風」に移乗し救助され、この際、御真影と軍艦旗も無事駆逐艦に移された。指揮系統が崩壊し、艦が大火災に見舞われる極限状況下で、本来は航空運用責任者である飛行長が艦全体の指揮を引き継ぎ、損害対策を試み、最終的に多くの乗員の命を救うための総員退艦という極めて困難な決断を下したことは、天谷の冷静な判断力と責任感を示すものと評価する見方もある。

#### ミッドウェー海戦後
「加賀」沈没後、天谷は内地に帰還し、東京の海軍航空本部に配属された。ここでは、ミッドウェー海戦の戦訓などを踏まえ、航空母艦の飛行甲板の設計や改良に関する業務に従事したとされる。

#### 基地航空隊司令
ミッドウェー海戦での主力空母4隻喪失という大敗北は、日本海軍の航空戦力の中核が空母機動部隊から基地航空隊へと移行していく転換点となった。天谷もこの流れの中で、地上基地航空部隊の指揮官を歴任することとなる。
- 第六三四海軍航空隊（六三四空）：1944年（昭和19年）5月1日、松田千秋少将率いる第四航空戦隊（航空戦艦「伊勢」「日向」基幹）の隷下部隊として新編された第六三四海軍航空隊の初代司令に着任した[4][2]。この部隊は、「伊勢」「日向」に搭載される彗星艦上爆撃機および瑞雲水上偵察機を主力とし、航空戦艦という特殊な艦種と連携する、世界でも類を見ない実験的な性格を持つ航空隊であった[5]。同年10月15日に海軍大佐に進級した[2]。
- 第七六一海軍航空隊（七六一空）：1944年（昭和19年）11月15日、第七六一海軍航空隊の司令に着任[5]。同隊は一式陸上攻撃機などを装備し、捷号作戦に参加したが、度重なる戦闘で航空機と搭乗員の消耗が激しく、搭乗員主力は台湾へ撤退、残された地上要員はルソン島の戦いに巻き込まれることとなった[5]。
- 第七六五海軍航空隊（七六五空）：1945年（昭和20年）2月5日、第七六五海軍航空隊の司令に着任[5]。同隊は台湾を拠点とし、銀河、彗星、天山といった新型機を擁して沖縄戦に参加、通常の対艦・対地攻撃任務に加え、特別攻撃にも従事した記録が残っている[5]。 天谷は終戦まで七六五空司令の職にあり、最終階級は海軍大佐であった[6][2][5]。

### 戦後
終戦後の1945年（昭和20年）10月6日、天谷は東京において米国戦略爆撃調査団（USSBS）所属のC.シャンズ海軍大尉による尋問を受けた。この尋問記録（USSBS Interrogation Nav No. 2, USSBS No. 43）では、ミッドウェー作戦の計画と実行、空母「加賀」の戦闘状況と沈没に至る経緯、日本海軍の空母運用思想などについて詳細に証言しており、敗戦国側の当事者による証言として、戦史研究における資料となっている。また、戦後はミッドウェー海戦に関する証言活動も行っており、元「赤城」飛行長の増田正吾、元「飛龍」飛行長の川口益、元「蒼龍」雷撃隊員の森拾三といった他の海戦参加者と共に座談会に参加し、当時の状況について語り合った記録が残っている。これらの証言や回想は、『証言・ミッドウェー海戦』といった書籍や、雑誌「丸」の記事などで読むことができる。 